# Mulini di Santa Margherita
I quattro mulini di Santa Margherita sono collocati nell'omonima località di Ala in provincia di Trento, lungo il corso del Rio della Roggia, che a monte del suo percorso originario alimentava anche un lavatoio pubblico, poi scomparso.

## Storia
Il Rio della Roggia nasceva nel nucleo più antico della cittadina denominato Molini. Il suo corso originario riforniva inizialmente un lavatoio pubblico, oggi perduto, e due mulini affiancati l'uno all'altro, uno posseduto ad inizio Ottocento da Olivo e Rino Mazzola e l’altro da Rodolfo Mazzola. Il torrente proseguiva poi attraverso la cittadina alimentando altri due mulini di proprietà della famiglia Bresciani e Mazzola defluendo infine lungo l'Adige. Tutt’oggi è presente nella zona antistante la chiesa un lavatoio coperto da una tettoia che è alimentato dalle acque della Roggia.

### Mulini di Olivo e Rino Mazzola e di Rodolfo Mazzola

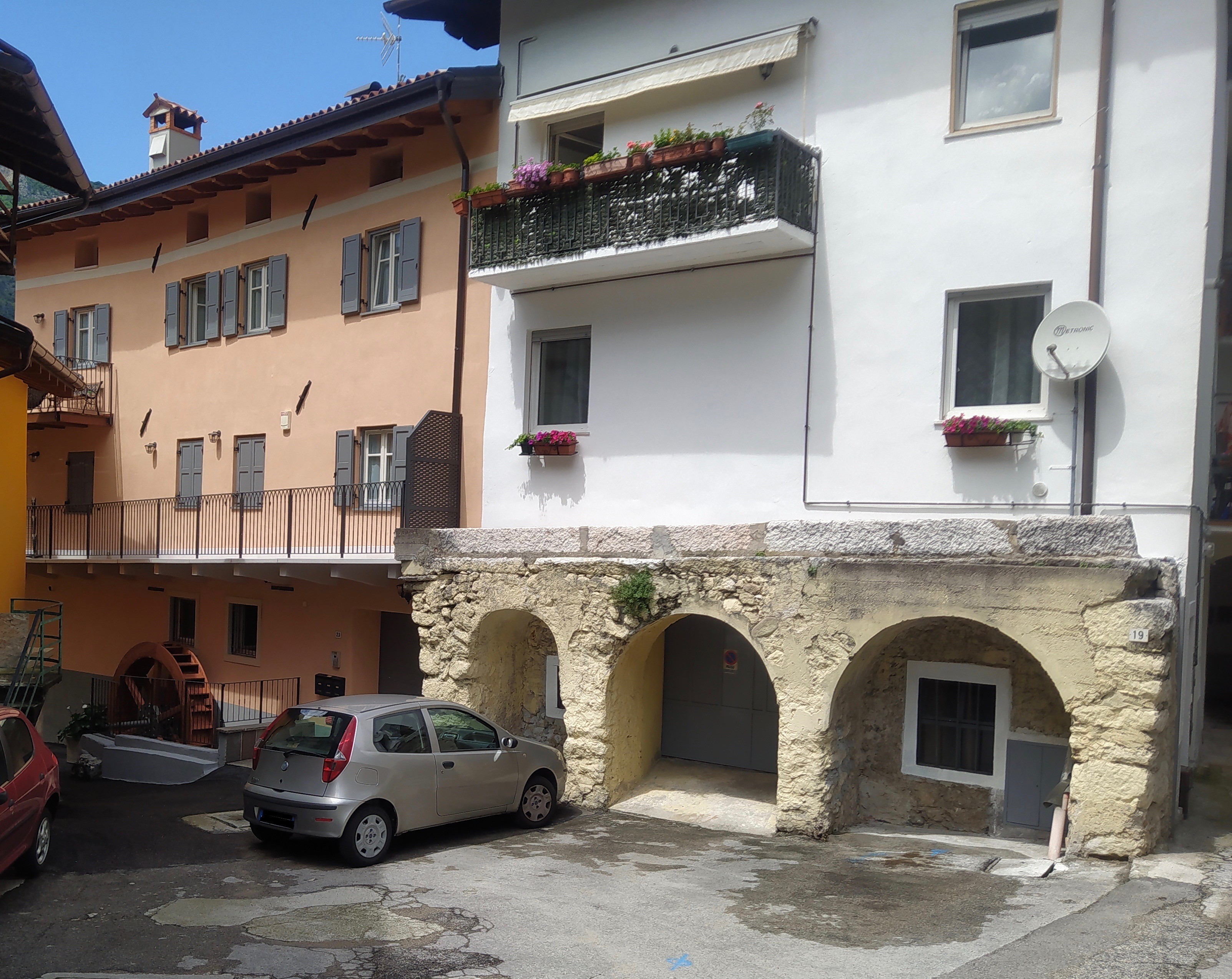
Veduta dell'aspetto attuale dei mulini di Olivo e Rino Mazzola e di Rodolfo Mazzola

Nella località di Molini si trovavano due strutture da macina affiancati l'uno all'altro. L'incisione dell'anno 1293 in una macina trovata ad inizio Ottocento nella struttura appartenuta a Olivo e Rino Mazzola testimonia l'antichissima presenza di un molino in questa area di Santa Margherita, potendo quindi essere uno dei vari mulini del monastero della cittadina, fondato nel 1214 per volontà del vescovo Federico Vanga (o Wanga). La struttura, successivamente acquistata da Micheli e Speziosi, rimase in attività fino al 1965 mentre nel caso dell'altro mulino, posseduto prima da Rodolfo Mazzola per poi passare a Valentino Bresciani, terminò la sua attività con la fine del Primo conflitto mondiale. Del mulino di Olivo e Rino Mazzola fino a poco tempo fa si poteva ancora vedere l’antica ruota idraulica in legno che è stata recentemente sostituita da una fedele riproduzione in seguito a dei lavori di restauro dell’immobile eseguiti anche grazie ai finanziamenti del Comune di Ala. Tuttavia rimane ancora conservata l’originaria canaletta di scorrimento dell’acqua e l'autentico mozzo.

### Mulini dei fratelli Mazzola e di Bresciani Giovanni
Altri due mulini alimentati dalle acque del Rio della Roggia si trovavano nell’area sottostante la chiesa, denominata Villa Bassa. Uno dei due edifici, collocato originariamente sotto l'antica torre Wanga, era posseduto dai fratelli Mazzola che acquistarono anche quello attiguo in seguito alla morte del suo proprietario Giovanni Bresciani durante il Primo conflitto mondiale. Il mulino dei fratelli Mazzola (Luigi, Carlo, Angelo ed Emilio) era uno dei più antichi della cittadina rimanendo attivo fino al 1984. Dal momento che entrambi i mulini sfruttavano le acque provenienti dalla medesima roggia era presente una saracinesca che convogliava il flusso del torrente sull'uno o sull'altro a seconda delle necessità.

#### Funzionamento del mulino dei fratelli Mazzola
La lavorazione del grano era suddivisa in varie fasi. Inizialmente il grano veniva approssimativamente frantumato ricavando un pulviscolo finissimo. Questo veniva poi trattato nel cosiddetto "sventolator" per un'ulteriore filtraggio delle impurità. La setacciatura della farina avveniva tramite il movimento circolare delle macine che la convogliavano all'interno di un canale che terminava su un cilindro di legno, la "burattina", al cui interno erano presenti veli di purissima seta che filtravano ogni impurità. Le macine erano messe in moto dall'azione del perno in ferro che a sua volta era attivato dal moto rotatorio verticale delle ruote del mulino, le quali traevano la loro energia dalle acque deviate dal Rio della Roggia. Nel corso del tempo la famiglia Mazzola apportò diversi cambiamenti che migliorassero e facilitassero l'attività molitoria. Al termine del Secondo conflitto mondiale le macine furono rimpiazzate con dei cilindri, cioè dei laminatoi dotati di scanalature elicoidali, e nel il 1958 venne installata una turbina azionata ad energia elettrica in caso di scarsità d'acqua. Con la chiusura della propria attività nel 1984 l'edificio venne venduto comportando l'intera rimozione dei macchinari lì presenti.